# محوطه ماشکید ۱
محوطه ماشکید ۱ مربوط به هزاره سوم و ۴ قبل از میلاد است و در شهرستان سراوان، بخش جالق، ۱۵ کیلومتری شمالغرب شهر جالق، منطقه آب سردین واقع شده و این اثر در تاریخ ۲۸ اسفند ۱۳۸۵ با شمارهٔ ثبت ۱۸۶۹۸ به‌عنوان یکی از آثار ملی ایران به ثبت رسیده است.